# Außerkörperliche Erfahrung

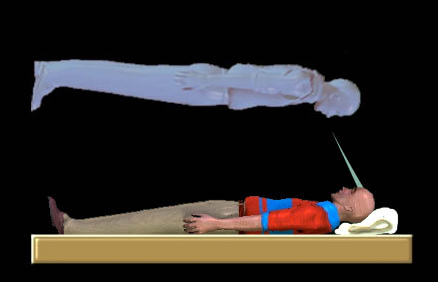
Moderne Darstellung einer Variante einer außerkörperlichen Erfahrung.

Außerkörperliche Erfahrung (AKE), englisch out-of-body experience (OBE oder seltener OOBE), ist ein Erlebnis, bei dem sich die Betroffenen nach eigenen Angaben außerhalb ihres eigenen Körpers befinden, manche können dabei ihren eigenen ruhenden Körper betrachten (eine Variante einer Autoskopie).
Das AKE-Phänomen kann bei Übermüdung oder bei Klarträumen auftreten, in außergewöhnlichen Bewusstseinszuständen und auch unter Einfluss von psychotropen Substanzen. AKE konnten künstlich und wiederholbar im Labor erzeugt werden, sowohl durch eine bestimmte Verfälschung der Wahrnehmung durch multimediale Simulationen als auch durch gezielte physikalische Beeinflussung der Nervenaktivität des Gehirns von außen.
In der Neurowissenschaft werden krankhafte AKE-Erlebnisse den dissoziativen Störungen zugeordnet, die etwa durch Unfälle oder vorübergehendes Kreislaufversagen hervorgerufen werden können oder durch geringere Einschnitte wie Müdigkeit oder Stress zustande kommen. Auch über Auftreten bei Migräne oder epileptischen Anfällen wurde berichtet. Außerkörperliche Erfahrungen können zudem eines der Symptome einer Depersonalisationsstörung sein. Diese wird in Deutschland sehr selten diagnostiziert, und zwar nur wenn die Betroffenen in klinisch bedeutsamer Weise darunter leiden.

## Erscheinungsformen
AKE-Erlebnisse sind von unterschiedlicher Länge und Intensität außerhalb eines Gefühls für Raum und Zeitdauer. Typisch sind Gefühle von Loslösung vom Körper, Vollständigkeit (inklusive eigentlich amputierter Körperteile), Schmerzlosigkeit, umfassende Beweglichkeit durch schwereloses Schweben und Vorwärtsgleiten, Unsichtbarkeit und veränderte Wahrnehmungszustände wie eine „360°-Umsicht“ und „geistiges Erfühlenkönnen“ von Gegenständen, aber keinerlei körperliches Erfühlen, dafür müheloses Durchdringenkönnen von Türen, Gegenständen, Lebewesen, Mauern oder der Zimmerdecke.
Das AKE-Phänomen kann bei Übermüdung, beim Meditieren, beim Einschlafen (vgl. Hypnagogie)
oder während des Träumens (vgl. Klartraum) sowie bei Migräne, epileptischen Anfällen und vaskulären Hirnschädigungen auftreten. Das AKE-Phänomen wird oft von Menschen geschildert, die sich in außergewöhnlichen Bewusstseinszuständen, beispielsweise unter Hypnose, in Trance oder Ekstase oder in Todesnähe (Nahtod-Erfahrung) befanden. Außerkörperliche Erfahrungen wurden ferner auch unter intensivem Einfluss von psychotropen Substanzen beobachtet, hauptsächlich bei Anwendung von Ketamin (vgl. Agitated emergence, K-Hole),  jedoch auch beim Gebrauch von LSD, Cannabis, Psilocybin, Salvinorin A oder Meskalin. Manche Menschen können AKE ihrer Aussage nach auch willentlich herbeiführen.

### Individuelle Verarbeitung
Außerkörperliche Erfahrungen werden in der Regel subjektiv als völlig reale Vorgänge erlebt und in der Rückschau zumeist idealisiert. Bei einem Teil der Betroffenen haben sie erhebliche psychologische Veränderungen zur Folge. Für einige der Personen liefern sie den Beweis für ein Leben nach dem Tod.
In einer Befragung gaben circa 10 Prozent der Befragten an, in ihrem Leben außerkörperliche Erfahrungen gemacht zu haben. Der Philosoph Thomas Metzinger schätzte, dass etwa 8–15 Prozent der Weltbevölkerung schon einmal in ihrem Leben eine entsprechende Erfahrung gemacht haben.
Der Schweizer Psychiater und Begründer der analytischen Psychologie Carl Gustav Jung erlebte 1944 einen Herzinfarkt mit Todesnähe und außerkörperlicher Erfahrung". In seiner 1962 erschienenen Autobiographie »Erinnerungen, Träume, Gedanken« schildert er ausführlich dieses Erlebnis:

„Es schien mir, als befände ich mich hoch oben im Weltraum. Weit unter mir sah ich die Erdkugel in herrlich blaues Licht getaucht. Ich sah das tiefblaue Meer und die Kontinente. Tief unter meinen Füßen lag Ceylon, und vor mir lag der Subkontinent von Indien. Mein Blickfeld umfaßte nicht die ganze Erde, aber ihre Kugelgestalt war deutlich erkennbar, und ihre Konturen schimmerten silbern durch das wunderbare blaue Licht. (…) Später habe ich mich erkundigt, wie hoch im Raume man sich befinden müsse, um einen Blick von solcher Weite zu haben. Es sind etwa 1500 km! Der Anblick der Erde aus dieser Höhe war das Herrlichste und Zauberhafteste, was ich je erlebt hatte.(…)“

## Erklärungsmodelle

### Naturwissenschaftliche Untersuchungen
Neurologisch wird das Phänomen als Dissoziation zwischen Ich und Körper beschrieben, welche aufgrund eines Integrationsmangels von propriozeptiven, taktilen und visuellen Informationen des Körpers in Zusammenhang mit einer zusätzlichen vestibulären Dysfunktion entsteht. Die Bedeutung der multisensorischen Mechanismen für die Entstehung von AKE wurde in den vergangenen Jahren durch verschiedene neurobiologische und hirnphysiologische Studien belegt, die mit Hilfe künstlicher Stimulation zur Klärung der Abläufe und der dabei beteiligten Hirnstrukturen beigetragen haben. Dabei wurden unter anderem folgende Beobachtungen gemacht:
- Durch Stimulation einzelner Gehirnregionen mithilfe implantierter Elektroden[14] gelang es, ein „zeitlich abschaltbares“ AKE-Erlebnis hervorzurufen, allerdings wurde dieses Ergebnis noch nicht wiederholt und verifiziert. Der Neurologe Bruce Greyson von der University of Virginia beschwichtigte, dass der Versuch nicht notwendigerweise beweise, dass alle außerkörperlichen Erfahrungen derartige Illusionen wären. Es wäre noch immer möglich, dass einige außerkörperliche Erfahrungen auf andere Weise erfolgen[15]. Olaf Blanke, einer der Wissenschaftler, der den Versuch durchführte oder darüber berichtete, räumt ein, die Forscher hätten nicht in vollem Umfang den neurologischen Mechanismus verstanden, der außerkörperliche Erfahrungen verursache[15].
- Untersuchungen wiesen AKE bei der Stimulation des an der Großhirnrinde befindlichen Gyrus angularis nach.[16]
- Auch eine Stimulation des Schläfenlappens ruft Forschungen zufolge AKE hervor. Beteiligt an diesen Vorgängen sind einer Untersuchung nach auch andere mit dem Gedächtnisprozess beteiligte Strukturen im limbischen System, so der Mandelkern und der Hippocampus. Dieser These zufolge führt der Stress im Todesprozess zur Freisetzung von Neuropeptiden und Neurotransmittern, insbesondere von Endorphinen, die auch das oft im Nahtod-Zusammenhang zu beobachtende Glücksgefühl hervorrufen.[17]
- Auch das Anästhetikum Ketamin kann diese Erscheinungen in Gang setzen.[18][19][20]
- Während einer Gehirnoperation im Wachzustand verursachte eine gezielte Stimulation der weißen Substanz des linksseitigen temporoparietalen Übergangskortex wiederholt eine AKE. Der Patient erlebte dabei jedes Mal, wie er über dem Operationstisch schwebte und auf sich selbst herunter blickte.[21]

### Psychiatrische und psychologische Forschung
Außerhalb der Religionswissenschaft und der vergleichenden Kulturforschung werden AKE-ähnliche Erlebnisse in der psychiatrischen und psychologischen Forschung als Autoskopie- und Doppelgänger-Phänomen diskutiert. Erst in den letzten Jahrzehnten ist das AKE-Phänomen unter verschiedenen anderen wissenschaftlichen Gesichtspunkten untersucht worden, so denen der Neurowissenschaften und der Physiologie.
Wissenschaftlich werden außerkörperliche Erfahrungen als Illusionen, Flugträume, luzide Träume oder Halluzinationen erklärt. Diesem Erklärungsmuster zufolge wären die Erfahrungen Folge einer (wie auch immer gearteten) psychischen oder physiologischen Desorganisation des menschlichen Gehirns. Danach wäre die AKE eine Fehlinterpretation kognitiver Prozesse, die in Form einer Nervenreaktion auf reale Reize (bzw. Restreize im Sterbezustand) zu als real empfundenen Erlebnissen und wiedererlebten Erinnerungen führt.

### Kognitionswissenschaft
- Forschergruppen aus der Schweiz und Schweden haben 2007 experimentell demonstriert, dass sich AKE-artige Phänomene als Illusion einer AKE durch einfache technische Versuchsanordnungen mithilfe von Datenbrillen und Virtual Reality künstlich hervorrufen (simulieren) lassen.[24]

### Andere Erklärungsversuche
Die Einbettung des AKE-Phänomens in mythische und religiöse Bezugssysteme führte in der Vergangenheit dazu, dass AKE überwiegend in spirituellen Zusammenhängen – etwa bei der Frage nach der Möglichkeit der Wiedergeburt der Seele, dem ewigen Leben, Bilokation, Levitation und dämonischer Beeinflussung – behandelt wurde. Ferner werden AKE-Phänomene in der Literatur zur Sterbeforschung beschrieben.
- Spirituelle, transzendente und metaphysische Deutungssysteme aus der christlichen Mystik, der zeitgenössischen Esoterik oder aus den Überlieferungen esoterischer Schulen verschiedener Kulturareale, wie „höhere Schwingungslevel“, feinstoffliche Ebenen, ein Astralleib  oder Seelenreisen bzw. Astralprojektionen, werden mangels intersubjektiv erbringbarer Nachweise von Naturwissenschaftlern abgelehnt.[9][25]
- In der Parapsychologie wird AKE wie Hellseherei oder Telepathie als außersinnliche Wahrnehmung eingeordnet. Auch hier fehlen wissenschaftliche Belege.

#### Traditionen der Seelenvorstellung
Eine vergleichende Untersuchung von mehr als 50 Kulturarealen aus dem Jahr 1979 zeigte, dass in den meisten die Vorstellung existierte, der Geist oder die Seele könne den Körper verlassen. Dies wurde in Verbindung gebracht mit der Beobachtung, dass auch die Erscheinungsformen außerkörperlicher Erfahrungen sich weltweit ähnlich waren. Allerdings war die Interpretation dieser Erfahrungen wesentlich vom jeweiligen religiösen Umfeld abhängig. Diese Trennung von Körper und Seele führte in der Religionswissenschaft und der Ethnologie auch zu dem Konzept der Freiseele. Aus methodischen Gründen ist es schwierig, religiöse Vorstellungen von Berichten über AKE-Erlebnisse abzugrenzen.

## Geschichte der „AKE-Anschauungen“
(im Sinne von Anschauungen nach Immanuel Kant)

### Von der Antike zur Neuzeit

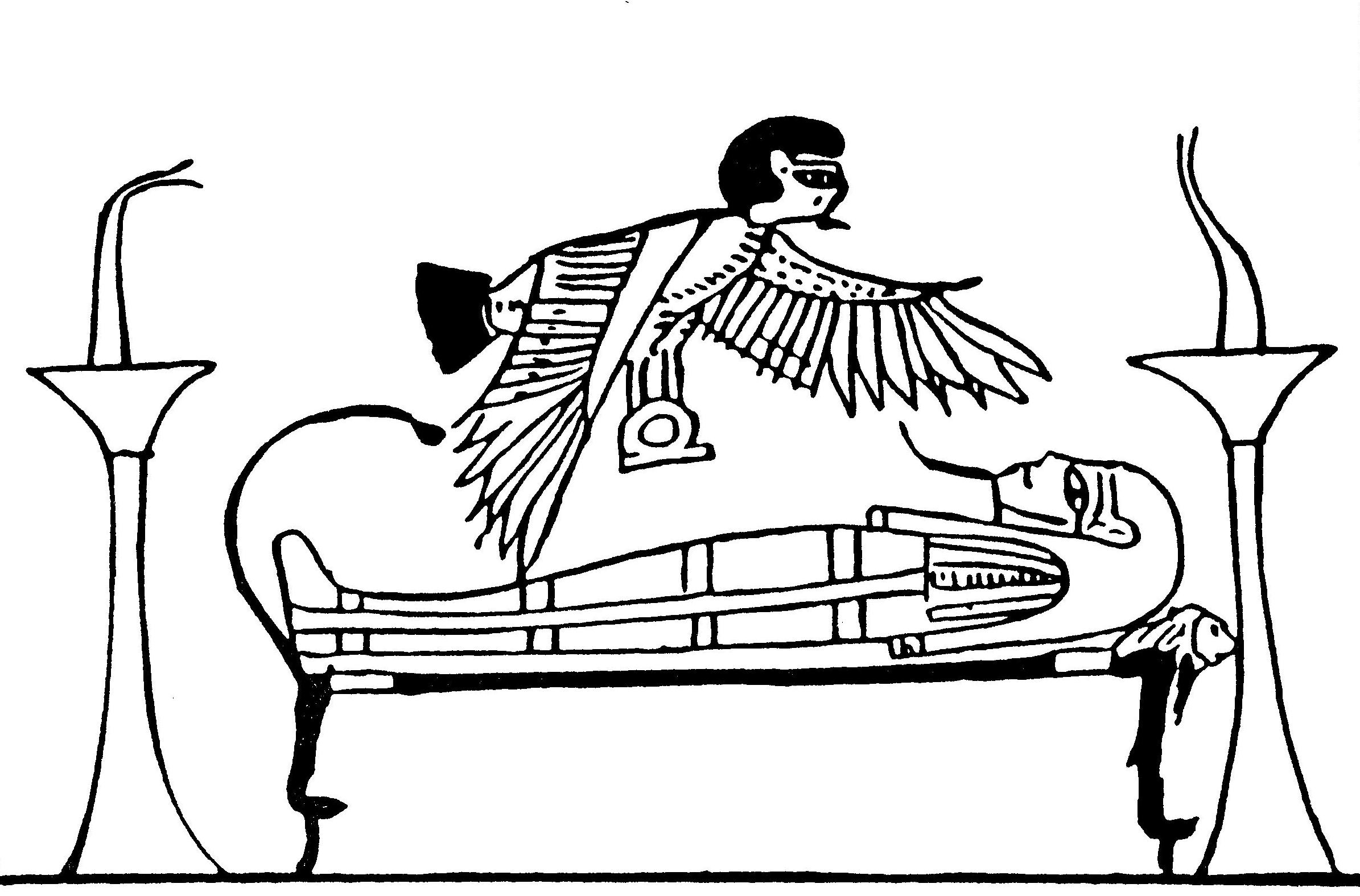
Freiseele in Gestalt des Ba-Vogels im Ägyptischen Totenbuch

Der griechische Philosoph Platon (* 428/427 v. Chr.; † 348/347 v. Chr.) berichtet im zehnten Buch seines Werks „Der Staat“ von einem in einer Schlacht scheinbar Getöteten, der vor der Leichenverbrennung wieder zum Leben erwachte. Dieser erzählte von Erlebnissen, die außerkörperlichen Erfahrungen entsprechen.
Abraham Abulafia (1240–1291/92), Mystiker, Philosoph und Begründer der Prophetischen Kabbala beschrieb Meditationstechniken, die zu außerkörperlichen Erfahrungen führen sollten.
Das Phänomen der außerkörperlichen Erfahrung fand als Vorstellung der Seelenreise oder Freiseele Erwähnung in der ägyptischen Mythologie, bei Pythagoras und Platon und dem Neuplatonismus sowie Plinius dem Älteren und manifestierte sich in verschiedenen Glaubensströmungen (vgl. Theurgie und Chaldäische Orakel und Erlösung), wurde aber intensiver erst ab dem Zeitalter der Aufklärung und vermehrt seit dem 19. Jahrhundert diskutiert. Auslöser waren unter anderem Berichte über die AKE von Schamanen und anderen Geisterbeschwörern nicht-schriftlicher Kulturen. Doch vor allem das Interesse an esoterischem Okkultismus, bei dem besondere Medien in Séancen Verbindung zu „übernatürlichen Wesen“ wie Verstorbenen im Jenseits aufnahmen oder dabei selbst auf Seelenreise gingen, nährten fortwährend das Interesse am Thema. Unter den Bezeichnungen „Astralprojektionen“ oder „Astralvisionen“ waren Zugriffe auf ein imaginiertes Weltgedächtnis, der Akasha-Chronik seit dem späten 19. Jahrhundert in der Theosophischen Gesellschaft und in ihrem Umfeld (Hermetic Order of the Golden Dawn) ein beliebter Gegenstand esoterischer Lehren.
Die britische Theosophin Annie Besant stellte in ihrer 1896 erschienenen Schrift Man and His Bodies einen feinstofflichen Ätherleib als einen Teil des physischen Körpers vor, der sich im Schlaf vom physischen Körper ablöse (mehr dazu siehe dort).

### Anschauungen in der Visionsliteratur

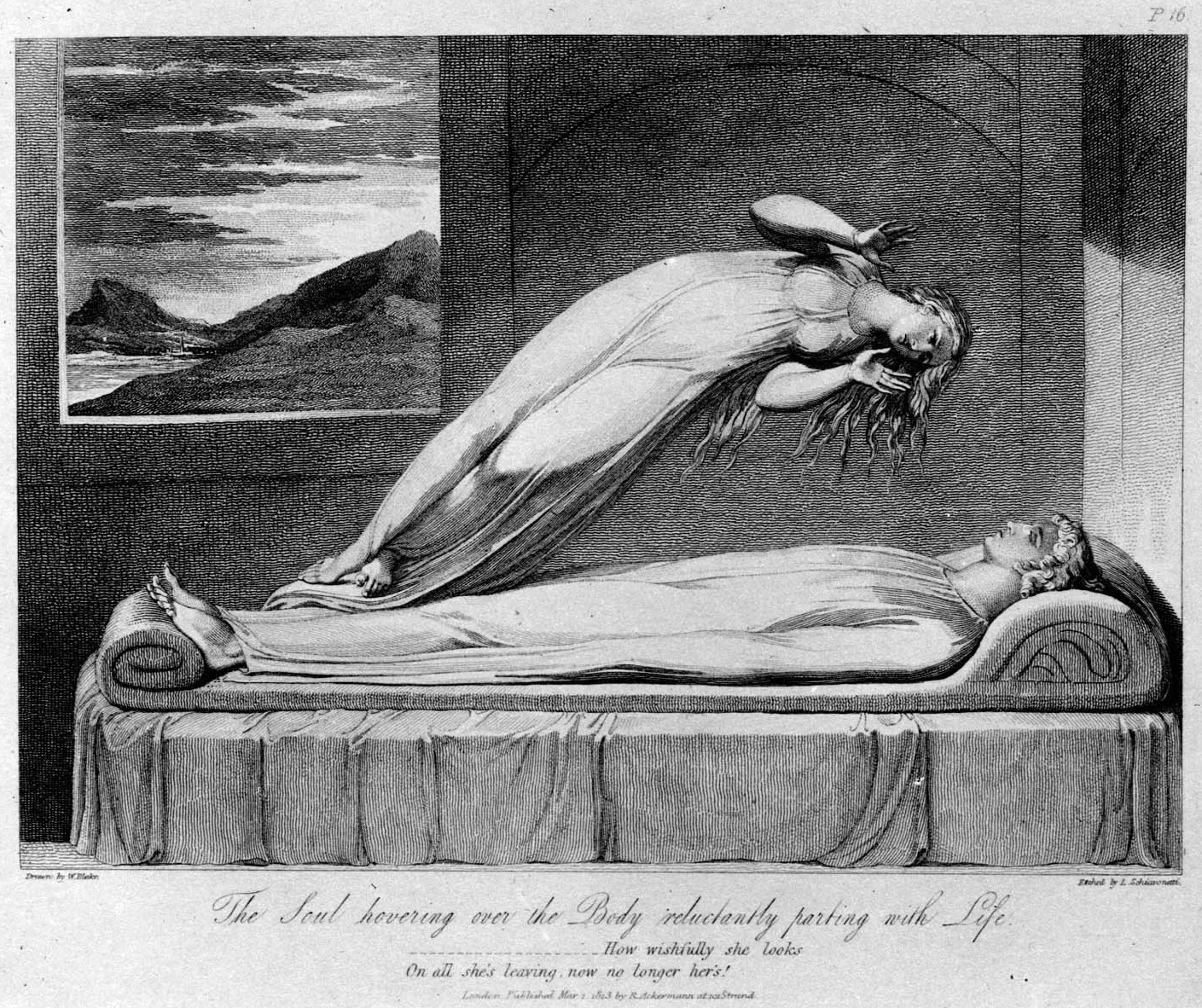
Die Seele verlässt den Körper (Illustration, 1808)

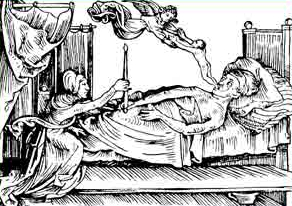
Sterbender (Holzschnitt 15. Jahrhundert)

In der antiken und religiösen Visionsliteratur scheinen zahlreiche Berichte oder Visionen von Himmelsreisen und Jenseitsreisen mit  „im Jenseits geschauten Orten“ wie etwa dem Paradies oder Entrückung in einen anderen Raum oder durch Raum und Zeit auf, beispielsweise
- die Himmels- oder Jakobsleiter: Die biblische Erzählung in Gen 28,11 EU beschreibt eine Traumvision des Jakob mit Auf- und Abstieg zwischen Erde und Himmel.
- die Apokalypse des Paulus (NHC): Darin wird vom Aufstieg des Apostels Paulus durch verschiedene Sphären des Himmels berichtet.
- Vom Prophet Mohammed ist eine Himmelfahrt beschrieben, bei der Mohammed die  früheren Propheten getroffen und Paradies und Hölle erblickt haben soll. (Hauptartikel Himmelfahrt Mohammeds)
- die Visio Thurkilli: eine Vision eines Beschützers aus dem Jenseits für den einfachen Bauern Thurkill; jener trennt die Seele Thurkills von dessen Körper,  der in Starre zurückbleibt (siehe auch Schlafparalyse)  jedoch weiteratmet und reist mit ihm ins Jenseits.
- die Visio Tnugdali: die Vision, dass die Seele des Ritters Tnugdalus von einem Engel durch die Hölle und den Himmel geführt wird.
- die Visio Godeschalci: die Vision, dass der Rodungsbauer Gottschalk ins Jenseits wanderte und  wieder in die irdische Welt zurückkehrte."

### Vertreter von „AKE-Anschauungen“ der 1960er und 1970er Jahre

#### Robert A. Monroe und Charles Tart
1971 publizierte der US-Amerikaner Robert A. Monroe sein erstes Buch Journeys Out Of The Body (in Deutsch erschienen unter dem Titel Der Mann mit den zwei Leben – Reisen außerhalb des Körpers). Er schildert darin (gottgläubig, aber konfessionslos) seine AKE-Erlebnisse und seine Forschungen dazu, diese künstlich herbeizuführen. Zusammen mit seinem Forscherkollegen Charles Tart machte er den Begriff „außerkörperliche Erfahrung“ („out-of-body experience“) in den 1960ern populär, da ihnen der geschichtliche Begriff „Astralprojektion“ zu okkult und unwissenschaftlich war.
Nach seiner Darstellung trennt sich ein „zweiter Körper“ eines Menschen oder Tiers während des REM-Schlafes vom Körper, „lernt“ währenddessen auf höheren Bewusstseinsebenen, kann örtlich und zeitlich unbegrenzt reisen und kehrt wieder zum schlafenden Körper zurück, bloß verhindert ein kultureller Schutzmechanismus (Angst) das Erinnern daran. Monroe entwickelte und verbreitete im von ihm gegründeten „The Monroe Institute (TMI)“ die sogenannte Hemi-Sync-Methode, mit der er Tiefenentspannung und erinnerbare AKE-Erlebnisse für jedermann versprach. Wissenschaftliche Belege für derartige Effekte fehlen. TMI ist bei der internationalen „Association for Transpersonal Psychology“ gelistet. Seine Forschungen wurden vom US-amerikanischen Militär unter dem Projektnamen "STARGATE" aufgegriffen.

#### Raymond Moody
Die Diskussion über AKE wurde auch durch das 1975 erschienene Buch Life After Life (Leben nach dem Tod) des amerikanischen Arztes Raymond Moody angefacht, der darin zahlreiche Berichte seiner Patienten verarbeitet hat und eine umfassende Verbreitung des Phänomens forderte. Fachwissenschaftler reagierten auf das Buch überwiegend skeptisch.

#### Elisabeth Kübler-Ross
Die Psychiaterin und Sterbeforscherin Elisabeth Kübler-Ross veröffentlichte intensiv zum Thema AKE, speziell (aber nicht nur) in der Ausprägung der Nahtod-Erfahrungen, die sie in ihren zahlreichen Büchern ansprach. Nach 1975 löste sie mit der Behauptung, ein Leben nach dem Tod wissenschaftlich beweisen zu können, heftige Kontroversen aus.

#### Carlos Castaneda
Der US-amerikanische Anthropologe und Schriftsteller Carlos Castaneda beschreibt in seinem Buch Die Lehren des Don Juan: Ein Yaqui-Weg des Wissens, den Gebrauch von psychoaktiven Pflanzen und Pilzen (z. B. Peyote), um Zugang zur nichtalltäglichen, schamanisch interpretierten Wirklichkeit zu erlangen. Sein zunächst als Dissertation veröffentlichtes Buch erfuhr jedoch später in ethnologischen Fachkreisen keinen Rückhalt mehr, Kritiker bezeichneten das Werk als Fälschung. Später distanziert sich Castaneda ausdrücklich vom Gebrauch von psychotropen Substanzen, die unwiederbringlich seine Leber geschädigt hätten. In späteren Büchern, wie z. B. Die Kunst des Träumens, berichtet er über luzides Träumen und außerkörperliche Erfahrungen.

#### Sonstige
Die 1965 in den USA von Paul Twitchell als „Wissenschaft der Seelenreise“ entwickelte neue Religion Eckankar beinhaltet Übungen mit ausserkörperlichen Erfahrungen als Bestandteil der Religionspraxis.
Der brasilianische Mediziner und Autor Waldo Vieira rief die Bewusstseinswissenschaft aus, bei der neue Erkenntnisse gerade mit künstlich herbeigeführten außerkörperlichen Erfahrungen als Methode erforscht werden sollen. Er sieht das Bewusstsein in drei Erscheinungsformen, im physischen Körper für die physische Dimension, im Psychosoma (Astralkörper) für die nicht-physische Dimension und als Mentalsoma (Mentalkörper) für die geistige Dimension.

## Literarische und audiovisuelle Verarbeitung
- im Roman Wenn ich bleibe (verfilmt als Wenn ich bleibe)
- in den Spielfilmen Enter the Void, Ein himmlischer Irrtum und In deiner Haut
- in den amerikanischen Fernsehserien One Tree Hill (Film Nr. 77), Charmed und Die Sieben-Millionen-Dollar-Frau (Folge 55)
- im Computerspiel Primal
- Album Crack the Skye (2008–2012) der Metalband Mastodon
- Les Voyages de l'Âme (franz. für Die Reisen der Seele) ist der Name des dritten Studioalbums der französischen Blackgaze-Band Alcest, das am 6. Januar 2012 über Prophecy Productions veröffentlicht wurde.

Weitere Autoren
(in zeitlicher Reihenfolge der Geburtsjahre)
- der Autor Hector Durville (1849–1923)
- der Schriftsteller Oliver Fox (1885–1949)
- der Autor Sylvan Muldoon (1903–1969)
- der Autor Emil Stejnar (* 1939)
- der Autor Johannes von Buttlar (* 1940)
- der Autor Herbie Brennan (1940–2024)
- der Kardiologe Pim van Lommel (* 1943)
- der Neurochirurg Eben Alexander (* 1953)
- der Autor Michael Talbot (1953–1992)
- der Kardiologe Sam Parnia (promovierte 2006)

### Wissenschaft
- Olaf Blanke, Nathan Faivre, Sebastian Dieguez: Leaving Body and Life Behind: Out-of-Body and Near-Death Experience. In: Steven Laureys, Olivia Gosseries, Giulio Tononi: The Neurology of Consciousness: Cognitive Neuroscience and Neuropathology, 2. Auflage, Academic Press, Amsterdam 2015, ISBN 978-0-12-801175-1, S. 323–347 (englisch).online (abgerufen am 14. Juni 2016).
- Michael Nahm: Außerkörperliche Erfahrungen. In: Gerhard Mayer, Michael Schetsche, Ina Schmied-Knittel, Dieter Vaitl: An den Grenzen der Erkenntnis. Handbuch der wissenschaftlichen Anomalistik, Schattauer, Stuttgart 2015, ISBN 978-3-7945-2922-3, S. 151–163.
- Jane E. Aspell, Bigna Lenggenhager, Olaf Blanke: Multisensory Perception and Bodily Self-Consciousness: From Out-of-Body to Inside-Body Experience. In: M. M. Murray: The neural bases of multisensory processes. CRC Press, Boca Raton 2012, ISBN 978-1-4398-1217-4 (englisch)., chapter 24 (englisch).online (abgerufen am 13. Juni 2016).
- Hans-Otto Karnath, Peter Thier: Außerkörperliche Erfahrungen. In: Dieselben: Kognitive Neurowissenschaften, 3. aktualisierte und erweiterte Auflage, Springer, Berlin 2012, ISBN 978-3-642-25527-4, S. 198–200.
- Allan Hobson: Außerkörperliche Erfahrungen. In: Derselbe: Das optimierte Gehirn: wie wir unser Bewusstsein reparieren, manipulieren, ruinieren, Klett-Cotta, Stuttgart 2010, ISBN 978-3-608-94361-0, S. 196–198.
- Susan Blackmore: Beyond the Body: An investigation into out-of-body experiences (with new postscript). Academy Chicago, Chicago 1992, ISBN 0-89733-344-6 (englisch).

### Anschauungen
- Hans Peter Duerr: Die dunkle Nacht der Seele. Nahtod-Erfahrungen und Jenseitsreisen. Insel, Berlin 2015, ISBN 978-3-458-17631-2.
- Robert Monroe: Journeys Out of the Body. Anchor, Garden City 1977, ISBN 0-385-00861-9.
  - dt.: Der Mann mit den zwei Leben – Reisen außerhalb des Körpers. Droemersche Verlagsanstalt Knaur, München 1986, ISBN 3-426-04150-2 (parapsychologische Veröffentlichung) (Leseproben, abgerufen am 18. Juni 2016).
- Raymond Moody: Life After Life. Mockingbird, Covinda 1975.
  - dt.: Leben nach dem Tod. Rowohlt, Reinbek bei Hamburg 1977 u.ö, ISBN 3-498-04252-1.
- Sylvan Muldoon, Hereward Carrington: Die Aussendung des Astralkörpers. Bauer, Freiburg im Breisgau 1983, ISBN 3-7626-0073-2 (zuerst englisch 1929)
- Robert Peterson: Praxis der außerkörperlichen Erfahrung. Mit 25 Übungen und detaillierter Anleitung. Omega, Düsseldorf 1998, ISBN 3-930243-12-1.
- Frank Lowinsky: Astralwanderungen und luzide Träume. Das Handbuch für Traumreisende. Omega, Aachen 2014, ISBN 978-3-930243-70-9
- Kenneth Ring: Life at Death. Coward, McCann & Geoghegan, New York 1980.
  - dt.: Den Tod erfahren, das Leben gewinnen. Scherz, München 1985, ISBN 3-404-60233-1.
- Pim van Lommel, Bärbel Jänicke: Endloses Bewusstsein: Neue medizinische Fakten zur Nahtoderfahrung. Patmos, Düsseldorf 2009, ISBN 978-3-8436-0013-2.
- Waldo Vieira: Projectiology: A Panorama Of Experiences Of The Consciousness Outside The Human Body. IAC 2002, ISBN 85-86019-58-5.[45]
  - sowie: Projections of the Consciousness. IAC 2007, ISBN 978-1-934079-50-8.[46]
- Alexander de Foe u. a.: Consciousness beyond the body - Evidence and reflections. Melbourne Centre for Exceptional Human Potential 2016, ISBN 0-646-95022-3 (englisch).
- Werner Zurfluh: Quellen der Nacht. Neue Dimensionen der Selbsterfahrung, Ansata-Verlag, 1987, ISBN 978-3-7157-0057-1

### Studien
- A. Guterstam, M. Björnsdotter, G. Gentile, H. H. Ehrsson: Posterior cingulate cortex integrates the senses of self-location and body ownership. In: Current biology: CB. Band 25, Nummer 11, Juni 2015, S. 1416–1425, doi:10.1016/j.cub.2015.03.059, PMID 25936550 (freier Volltext). Beschreibung für die Allgemeinheit nach Darstellung durch die Forscher (abgerufen am 15. Juni 2016).
- J. J. Braithwaite, D. Samson, I. Apperly, E. Broglia, J. Hulleman: Cognitive correlates of the spontaneous out-of-body experience (OBE) in the psychologically normal population: evidence for an increased role of temporal-lobe instability, body-distortion processing, and impairments in own-body transformations. In: Cortex; a journal devoted to the study of the nervous system and behavior. Band 47, Nummer 7, 2011 Jul–Aug, S. 839–853, ISSN 1973-8102. doi:10.1016/j.cortex.2010.05.002. PMID 20598679.
- Olaf Blanke: The Out-of-Body Experience: Disturbed Self-Processing at the Temporo-Parietal Junction. In: The Neuroscientist. 11, 2005, S. 16–24, doi:10.1177/1073858404270885.
- Olaf Blanke, Christine Mohr: Out-of-body experience, heautoscopy, and autoscopic hallucination of neurological origin. In: Brain Research Reviews. 50, 2005, S. 184–199, doi:10.1016/j.brainresrev.2005.05.008.